# 广州十三行博物馆
广州十三行博物馆（英語：Guangzhou Thirteen Hongs Museum）是一座位于中国广东省广州市荔湾区的广州十三行主题博物馆。

## 历史
2016年9月建成开馆。位于广东省广州市荔湾区西堤二马路37号广州文化公园内，建于300多年前的广州十三行商馆区遗址之上。占地面积3,060平方米，总建筑面积6,090平方米，馆藏文物超过4,800件，大部分由收藏家兼企业家王恒、冯杰夫妇无偿捐赠，主要是清代广州的外销工艺品。
一楼展厅包括开海设关、十三行风貌、十三行行商、十三行贸易、中西汇流、走向近代等六个部分，二楼展厅为王恒、冯杰伉俪捐赠文物专室陈列展。

## 营业时间
- 周二至周日：上午九点至下午五点半
- 周一闭馆

## 交通
- 广州地铁6号线、8号线文化公园站 (广州)